# Lorenza Indovina
Pour les articles homonymes, voir Indovina.
Lorenza Indovina, née le 5 octobre 1966 à Rome, est une actrice et réalisatrice italienne.

## Biographie
Elle est la fille du réalisateur Franco Indovina. Actrice polyvalente, elle se révèle à la fin des annes 1990 avec les films Un amore de Gianluca Maria Tavarelli (it), La fame e la sete d’Antonio Albanese et Almost Blue d’Alex Infascelli. Elle est mariée à l’écrivain italien Niccolò Ammaniti depuis 2005.

## Filmographie

### Au cinéma

#### Comme réalisatrice
- 2004 : Ad occhi aperti (court métrage)
- 2014 : Un uccello molto serio (court métrage)
- 2016 : Ego (court métrage)

#### Comme actrice
- 1992 : Il richiamo de Claudio Bondi
- 1992 : Il trittico di Antonello de Francesco Crescimone
- 1993 : La ribelle d’Aurelio Grimaldi
- 1993 : La scorta de Ricky Tognazzi
- 1994 : Un pomeriggio d'aprile de Marco Speroni
- 1996 : Il cielo è sempre più blu d’Antonello Grimaldi
- 1997 : La Trève (La tregua) de Francesco Rosi
- 1998 : Più leggero non basta d’Elisabetta Lodoli
- 1998 : Il manoscritto di Van Hecken de Nicola De Rinaldo
- 1998 : Gli ultimi giorni de James Moll
- 1999 : La fame e la sete d’Antonio Albanese
- 1999 : Due volte nella vita d’Emanuela Giordano
- 1999 : Un amore de Gianluca Maria Tavarelli (it)
- 1999 : Falcone contre Cosa Nostra (Excellent Cadavers) de Ricky Tognazzi
- 2000 : Sulla spiaggia e di là dal molo de Giovanni Fago
- 2000 : Il suffit d'une nuit (Up at the Villa) de Philip Haas
- 2000 : Femminile, singolare d’Claudio Del Punta
- 2000 : Almost Blue d’Alex Infascelli
- 2003 : La vita come viene de Stefano Incerti
- 2005 : Nessun messaggio in segreteria de Luca Miniero et Paolo Genovese
- 2005 : Luna e le altre d’Elisabetta Villaggio
- 2006 : Bambini d’Alessio Federici, Peter Marcias, Andrea Burrafato et Michele Rho
- 2006 : Il segreto di Rahil de Cinzia Bomoll
- 2006 : Basta un niente d’Ivan Polidoro
- 2008 : Il passato è una terra straniera de Daniele Vicari
- 2011 : Qualunquemente de Giulio Manfredonia
- 2012 : Tutto tutto niente niente de Giulio Manfredonia
- 2012 : Tutti contro tutti de Rolando Ravello
- 2014 : La terra dei Santi de Fernando Muraca

### À la télévision

#### Séries télévisées
- 1992 : Seulement par amour Francesca (Il cielo non cade mai)
- 1995 : La Mafia - Saison 7 (La piovra 7 - Indagine sulla morte del commissario Cattani) de Luigi Perelli
- 2006 : Les Spécialistes : Investigation scientifique (R.I.S. - Delitti imperfetti) d’Alexis Sweet et Pier Belloni
- 2010 : Tutti per Bruno (it) de Stefano Vicario
- 2012 - 2013 : Benvenuti a tavola - Nord vs Sud (it) de Francesco Miccichè
- 2016 : Tutti insieme all'improvviso
- 2018 : Il miracolo de Niccolò Ammaniti

#### Téléfilms
- 1990 : Ritto de passagio de Sandro Cecca
- 1995 : Non parlo più de Vittorio Nevano
- 1996 : Il caso Bozano de Felice Farina
- 1999 : Aimer à tout prix (Più leggero non basta) d'Elisabetta Lodoli
- 2000 : Padre Pio de Carlo Carlei
- 2001 : Marcinelle été 1956 d’Andrea Frazzi et Antonio Frazzi
- 2005 : Angela d’Andrea Frazzi et Antonio Frazzi
- 2006 : Il segreto di Arianna de Gianni Lepre
- 2006 : A voce alta de Vincenzo Verdecchi
- 2008 : In nome del figlio d’Alberto Simone
- 2012 : Paolo Borsellino - I 57 giorni d’Alberto Negrin